# 仙台アーケード街トラック暴走事件

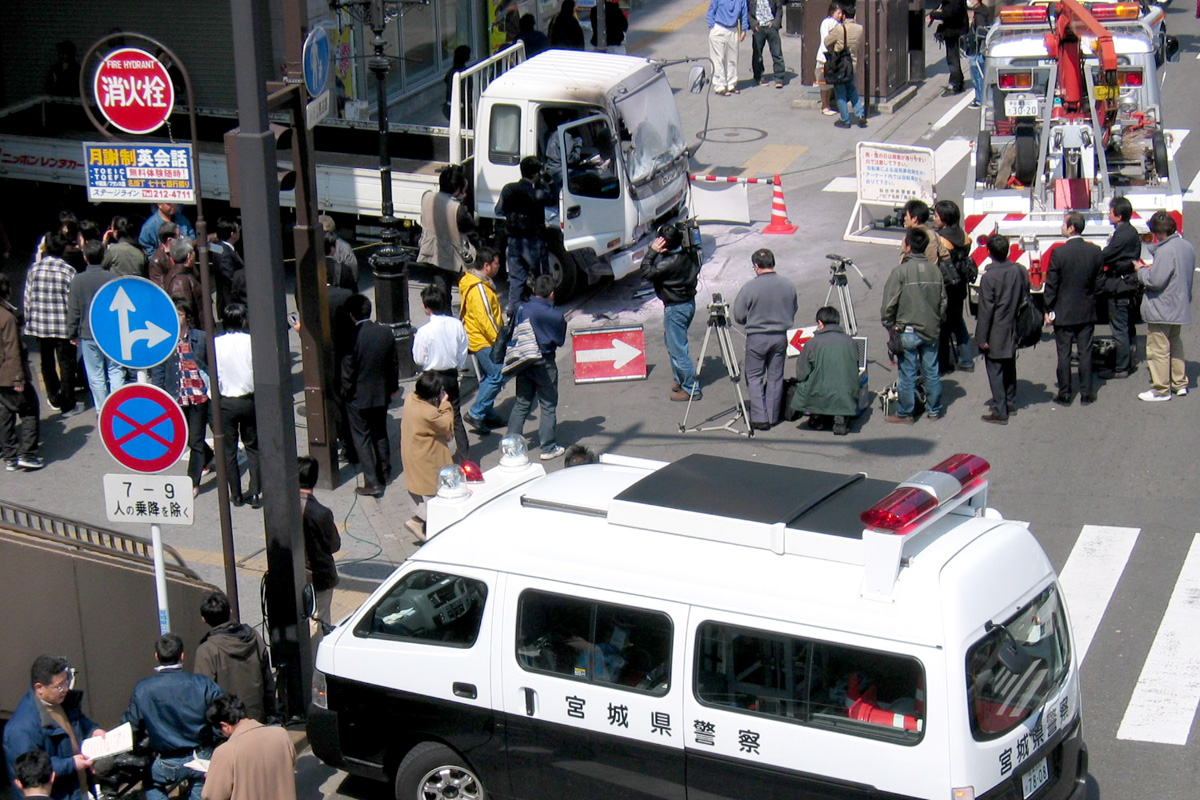
事件現場（発生後約2時間）

仙台アーケード街トラック暴走事件（せんだいアーケードがいトラックぼうそうじけん）とは、2005年（平成17年）4月2日に宮城県仙台市青葉区の商店街「中央通り」（アーケード街）にトラックが侵入、暴走し、歩行者7人が死傷した無差別殺人事件。

## 事件の概要
2005年（平成17年）4月2日午前9時05分、歩行者専用となっている仙台市青葉区の商店街「クリスロード」と「ハピナ名掛丁」に、レンタカーのいすゞ・フォワードトラックが侵入し、時速40～50キロの速度で暴走した。
目撃証言によると、トラックは歩行者を追いかけるように蛇行運転しており、付近の歩行者7名を次々とはね、約510メートル進んだところで、別のトラックに衝突し停止した。被害者のうち3名が死亡、4名が負傷した。運転者であるAは焼身自殺しようと、着用していた服に灯油を掛け発炎筒で点火し燃え上がらせ、服を車のダッシュボードに放置したのち近くの仙台駅前交番に出頭し、業務上過失致死傷及び道路交通法違反（救護義務違反、報告義務違反）容疑で緊急逮捕された。

## 事件後の経過
Aは、逮捕後の取り調べで「死にたいと思い故郷の仙台に来た、自殺を図ったが、死に切れなかった」「天の声が聞こえた」「信号無視をし、最初にはねた2名を避けようとして、アーケード街に入ってしまった」などと供述した。現場検証では、最初に歩行者と衝突した現場からはブレーキ痕が発見されているが、アーケード街内部にはブレーキ痕がみられなかった。
このため仙台地検は、アーケード街内部ではねられた4名の事件について、殺人・殺人未遂罪で、入り口付近の3名分については業務上過失致死傷罪で起訴した。道路交通法違反（ひき逃げ）、建造物等以外放火罪でも起訴した。

## 裁判
2005年（平成17年）10月27日、仙台地裁で初公判があり、被告人Aは罪状認否で「（事件の）記憶がほとんどありません」と述べた。
検察側は冒頭陳述で「時速50～60キロでアーケード内を走り、4トントラックで人にぶつかれば、人が死ぬのは誰でもわかる」と述べた。
一方、弁護側はアーケード内で4人をはねたことに適用された殺人と殺人未遂罪について「被告は統合失調症などで通行人を認識できる状態になく、殺意はなかった」と述べ、心神喪失による無罪を主張した。また、アーケード入り口の横断歩道で3人を死傷させた業務上過失致死傷罪については「被告は心神耗弱の状態だった」として減軽を求めた。
2007年（平成19年）3月15日、仙台地裁（山内昭善裁判長）で判決公判が開かれ、裁判長は「多数の歩行者の存在を無視した卑劣で身勝手な犯行。背後から衝突し、甚だ危険で残虐」としてAに懲役28年（求刑：無期懲役）の判決を言い渡した。
判決で、刑事責任能力については「判断能力が著しく損なわれていたわけでない」と完全責任能力を認め、心神喪失または心神耗弱だったとする弁護側の主張を退けた。また、殺意の有無については「ブレーキを踏むなどの回避措置をとらなかった」などと述べ、殺意があったと認定した。しかし、「歩行者を狙ったとはいえず、未必的殺意にとどまる」として有期刑が相当と結論付けた。双方、量刑不当を理由に控訴。
2007年（平成19年）11月20日、仙台高裁（木村烈裁判長）で控訴審初公判が開かれ、検察側は「身勝手な犯行で酌量の余地はない。懲役28年の仙台地裁判決は軽きに失した」として量刑不当を主張、改めて無期懲役を求刑した。弁護側は「殺人の動機はなく、人を巻き込むつもりもなかった」と述べた上で、「事件当時は一貫して心神喪失か心神耗弱状態で故意犯ではない」と主張、改めて減軽を求めた。
2008年（平成20年）3月7日、仙台高裁（木村烈裁判長）は「4トントラックを50、60キロで走らせ、前方の歩行者がほぼ確実に死亡することを認容してはね飛ばしたと推認出来るので、確定的殺意が認められる」として一審判決を破棄し、被告人Aに求刑通り無期懲役判決を言い渡した。判決理由として一審が認定した未必の故意については、4トントラックを時速50～60キロで走行し、クラクションなどの回避措置を取らなかったことから確定的殺意があったと認定。また、刑事責任能力については事件当時、統合失調症だった可能性はあるが、与えた影響は小さいとして一審判決を支持、弁護側の事件当時、心神耗弱状態にあったという主張を退けた。そして現地住民、地域社会に与えた影響は大きく、無期懲役が相当と結論付けた。この判決に対してAは上告しなかったため、無期懲役の判決が確定した。

### レンタカー会社への訴訟
遺族がレンタカー会社に対して賠償訴訟を起し、2008年（平成20年）5月13日、仙台地裁（潮見直之裁判長）は6400万円を支払うよう判決を下した。以後、レンタカー事業者では、こういった意図的な犯罪事案に関わった場合は、一切の補償制度を適用しないという一文を契約約款に加える様になっている。

## 模倣犯
2005年（平成17年）12月25日午後6時50分、乗用車が南光院丁からマーブルロードおおまち（アーケード街）に侵入し暴走、7名が重軽傷を負い、運転していたBが業務上過失傷害と道交法違反（ひき逃げ）の容疑で逮捕されている。
4月の暴走事件後に、商店街は自動車が侵入可能な交差点にプランターを置くなどの対策を行っていたが、このプランターのすき間から侵入しての犯行であった。
Bは傷害容疑で送検、起訴された。第一審では、被告の責任能力が認められ、2006年（平成18年）3月19日、懲役3年の実刑判決が言い渡された。
なお、2008年（平成20年）6月8日に起きた秋葉原通り魔事件の容疑者の加藤智大は当時仙台在住で事件現場のアーケード街に近い場所に住んでおり、通り魔事件の取調べでトラックで人を撥ねることについてこの事件を参考にしたと供述している。時期はかぶっていないが秋葉原事件の容疑者と仙台事件の容疑者は同じ警備会社だったと元同僚が証言している。